# Abel Ferrara
Pour les articles homonymes, voir Ferrara.
Abel Ferrara, né le 19 juillet 1951 à New York dans le Bronx, est un réalisateur et scénariste américain.

## Biographie
Abel Ferrara grandit à Peekskill, dans l'État de New York et rencontre à l'école Nicholas St. John (en) avec qui il écrira la plupart de ses films. Il commence en réalisant des films amateurs en Super 8 sous le pseudonyme de Jimmy Boy L. jusqu'en 1979. Cette année-là, sa carrière commence vraiment avec son film d'horreur Driller Killer, qui, remarqué par William Friedkin, lui offre la possibilité de tourner son deuxième film, L'Ange de la vengeance, avec un budget plus élevé.
En 1985, après avoir réalisé New York, deux heures du matin, Ferrara réalise deux épisodes de Deux Flics à Miami (« The Home Invaders » et « The Dutch Oven »), et c'est durant cette période qu'il se lie d'amitié avec Michael Mann.
Dès 1987, il se relance dans les films new-yorkais, dont : The King of New York en 1990 ; le controversé Bad Lieutenant en 1992 ; Nos funérailles en 1996, grand succès critique ; Christmas en 2001, marqué par la mandature du maire de New York Rudolph Giuliani. The King of New York et Bad Lieutenant demeurent ses deux plus grands succès publics ; le second étant considéré comme un « film culte », qui ressort en version restaurée en 2018.
En 2010, le festival international du film Entrevues à Belfort lui rend hommage lors de sa rétrospective annuelle.
Son film 4 h 44 Dernier jour sur Terre sort en salles en France en décembre 2012. Abel Ferrara donne à l'actrice Shanyn Leigh, sa compagne d'alors, un premier rôle aux côtés de Willem Dafoe. La même année, il déclare travailler sur un film « sur la politique et le sexe » inspiré de l'affaire Dominique Strauss-Kahn, avec initialement Gérard Depardieu et Isabelle Adjani, finalement remplacée par Jacqueline Bisset. Le film s'appelle Welcome to New York et sort en 2014 en vidéo à la demande.
Toujours en 2014 sort Pasolini, un drame sur la vie du poète italien Pier Paolo Pasolini, avec Willem Dafoe dans le rôle-titre.
À l'occasion d'une rétrospective de son œuvre à la Cinémathèque de Toulouse, en octobre 2016, Abel Ferrara réalise une série de concerts à Toulouse et Paris avec son groupe de musique, composé notamment de Paul Hipp et Joe Delia. Le cinéaste en tire un documentaire intitulé Alive in France, sorti dans les salles en 2018.
Depuis le début de sa carrière, Abel Ferrara s'est souvent entouré du scénariste Nicholas St. John, du compositeur Joe Delia, du frère de ce dernier, directeur de la photographie, Francis Delia, et de l'actrice et scénariste feue Zoë Lund. Ses acteurs favoris sont Christopher Walken (quatre collaborations, de 1990 à 1998) et Willem Dafoe (quatre collaborations, entre 1998 et 2014), Harvey Keitel (deux collaborations entre 1992 et 1993). Il a notamment offert des rôles importants à Béatrice Dalle (The Blackout), Juliette Binoche (Mary) ou Asia Argento (New Rose Hotel). La plupart de ses films se déroulent à New York.

### Vie privée
Abel Ferrara a été marié à Nancy Ferrara (qui apparaît dans deux de ses films, en 1993 et 1997) puis en couple avec Shanyn Leigh (qui apparaît dans sept de ses films, de 2005 à 2014). Il entretient une relation avec Asia Argento durant le tournage de New Rose Hotel. En 2018, il est toujours marié à Cristina Chiriac (qui apparaît dans ses quatre fictions réalisées entre 2004 et 2020) avec qui il a eu une fille prénommée Anna.

## Filmographie

### Comme réalisateur

#### Cinéma

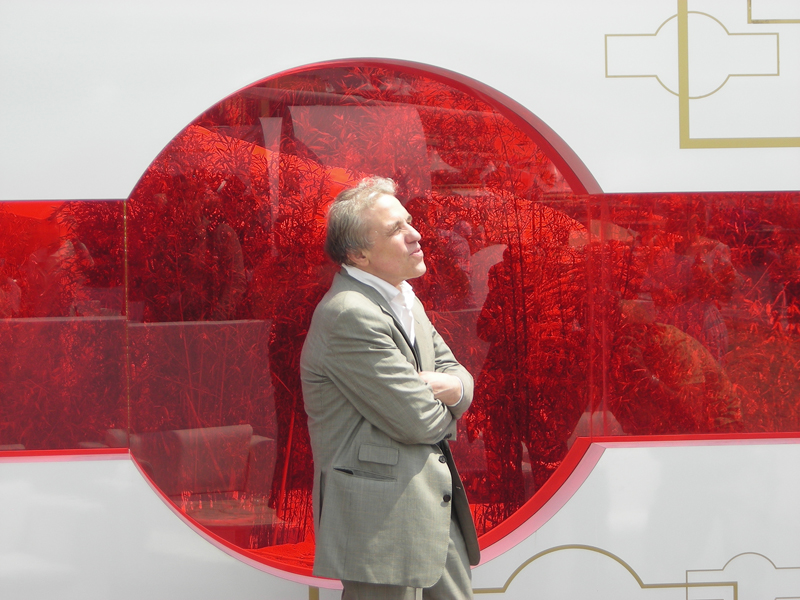
Abel Ferrara en 2008.

- 1976 : Nine Lives of a Wet Pussy (sous le pseudonyme de Jimmy Boy L.)
- 1979 : Driller Killer (The Driller Killer)
- 1981 : L'Ange de la vengeance (Ms. 45)
- 1984 : New York, deux heures du matin (Fear City)
- 1987 : China Girl
- 1989 : Cat Chaser
- 1990 : The King of New York (King of New York)
- 1992 : Bad Lieutenant
- 1993 : Body Snatchers
- 1993 : Snake Eyes (Dangerous Game)
- 1995 : The Addiction
- 1996 : Nos funérailles (The Funeral)
- 1997 : The Blackout
- 1998 : New Rose Hotel
- 2001 : Christmas ('R Xmas)
- 2005 : Mary
- 2007 : Go Go Tales
- 2008 : Chelsea on the Rocks (Chelsea Hotel) (documentaire)
- 2009 : Napoli, Napoli, Napoli
- 2010 : Mulberry St. (documentaire)
- 2011 : 4h44 Dernier jour sur terre (4:44 - Last Day on Earth)
- 2014 : Welcome to New York
- 2014 : Pasolini
- 2017 : Alive in France
- 2017 : Piazza Vittorio
- 2019 : Tommaso
- 2020 : Siberia
- 2020 : Sportin' Life
- 2021 : Zeros and Ones
- 2022 : Padre Pio

Prochainement
- 2025 : American Nails

#### Télévision
- 1985 : Deux flics à Miami (Miami Vice) - Deux flics à Miami (Saison 1, épisode 20 : « The Invaders », et saison 2, épisode 4 : « The Dutch Oven »)
- 1986 : Gladiator (The Gladiator)
- 1986 : Les Incorruptibles de Chicago (pilote)
- 1997 : SUBWAYStories: Tales from the Underground (en)

#### Courts métrages
- 1971 : Nicky's Film
- 1972 : The Hold Up
- 1973 : Could This Be Love?
- 1977 : Not Guilty: For Keith Richards
- 1996 : California (vidéo clip pour Mylène Farmer)

### Comme acteur
- 2010 : Abel Ferrara à Lucca de Gérard Courant : lui-même
- 2014 : Don Peyote de Dan Fogler et Michael Canzoniero : Chauffeur de taxi
- 2017 : Black Butterfly de Brian Goodman (en) : Pat
- 2025 : Marty Supreme de Josh Safdie

## Distinctions

### Récompenses
- Mostra de Venise 2005 : Grand prix du jury pour Mary
- Festival de Locarno 2011 : Léopard d'honneur
- Festival de Locarno 2021 : Léopard de la meilleure réalisation pour Zeros and Ones[13]

### Nominations et sélections
- Festival du film fantastique d'Avoriaz 1982 : en compétition pour le Grand Prix pour L'Ange de la vengeance
- Festival de Deauville 1987 : nomination au Prix Coup de Cœur TLC pour China Girl
- Festival de Cannes 1992 : en compétition pour le Prix Un certain regard pour Bad Lieutenant
- Festival de Cannes 1993 : en compétition pour la Palme d'or pour Body Snatchers
- Mostra de Venise 1993 : en compétition pour le Lion d'or pour Snake Eyes
- Berlinale 1995 : en compétition pour l'Ours d'or pour The Addiction
- Festival international du film fantastique de Gérardmer 1996 : En compétition pour le Grand Prix pour The Addiction
- Mostra de Venise 1996 : en compétition pour le Lion d'or pour Nos funérailles
- Festival de Cannes 1997 : hors compétition pour The Blackout
- Mostra de Venise 1998 : en compétition pour le Lion d'or pour New Rose Hotel
- Festival de Cannes 2001 : en compétition pour le Prix Un certain regard pour Christmas
- Festival de Cannes 2007 : séances de minuit pour Go Go Tales
- Festival de Cannes 2008 : hors compétition pour Chelsea Hotel
- Mostra de Venise 2009 : hors compétition pour Napoli, Napoli, Napoli
- Mostra de Venise 2011 : en compétition pour le Lion d'or pour 4h44 Dernier jour sur terre
- Mostra de Venise 2014 : en compétition pour le Lion d'or pour Pasolini
- Festival de Cannes 2017 : section Quinzaine des réalisateurs pour Alive in France
- Festival de Cannes 2019 : séances spéciales pour Tommaso
- Berlinale 2020 : en compétition pour l'Ours d'or pour Siberia